# Gargano
Gargano este o regiune naturală situată în provincia Foggia (regiunea Apulia) din sudul Italiei. Este un promontoriu important al Peninsulei Italice care se întinde în Marea Adriatică, ceea ce i-a adus porecla de „pinten” sau „cioc” al Italiei.

## Situare geografică
Gargano este un masiv muntos supranumit „pintenul Italiei” (în italiană lo sperone d'Italia), care se întinde pe 70 km în Marea Adriatică și delimitează Golful Manfredonia. Spre est, se întinde până la un cap numit Testa del Gargano („Capul Gargano”), iar spre vest se unește cu masivul Avoliere delle Puglie, acoperind o suprafață totală de aproape 2.000 km². Această regiune include Parcul Național Gargano.
Gargano, singurul munte situat în întregime în regiunea Apulia, a fost inițial o insulă, care ulterior s-a unit cu Peninsula Italică prin acumularea progresivă de depozite aluvionare aduse în special de torentul Candelaro.
Banda litorală septentrională, joasă și nisipoasă, conține lagunele Varano și Lesina, contigue.

## Geologie
Masivul, format în principal din roci calcaroase, atinge o altitudine maximă de 1.055 m la Monte Calvo (it) (în română „Muntele Pleșuv”, cu versanți pietroși și goi). Morfologia sa este carstică, iar cele mai interesante aspecte sunt numeroasele peșteri, frecventate încă din preistorie. Formațiunile calcaroase sunt bogate în plăci și noduli de silex.

## Galerie de imagini

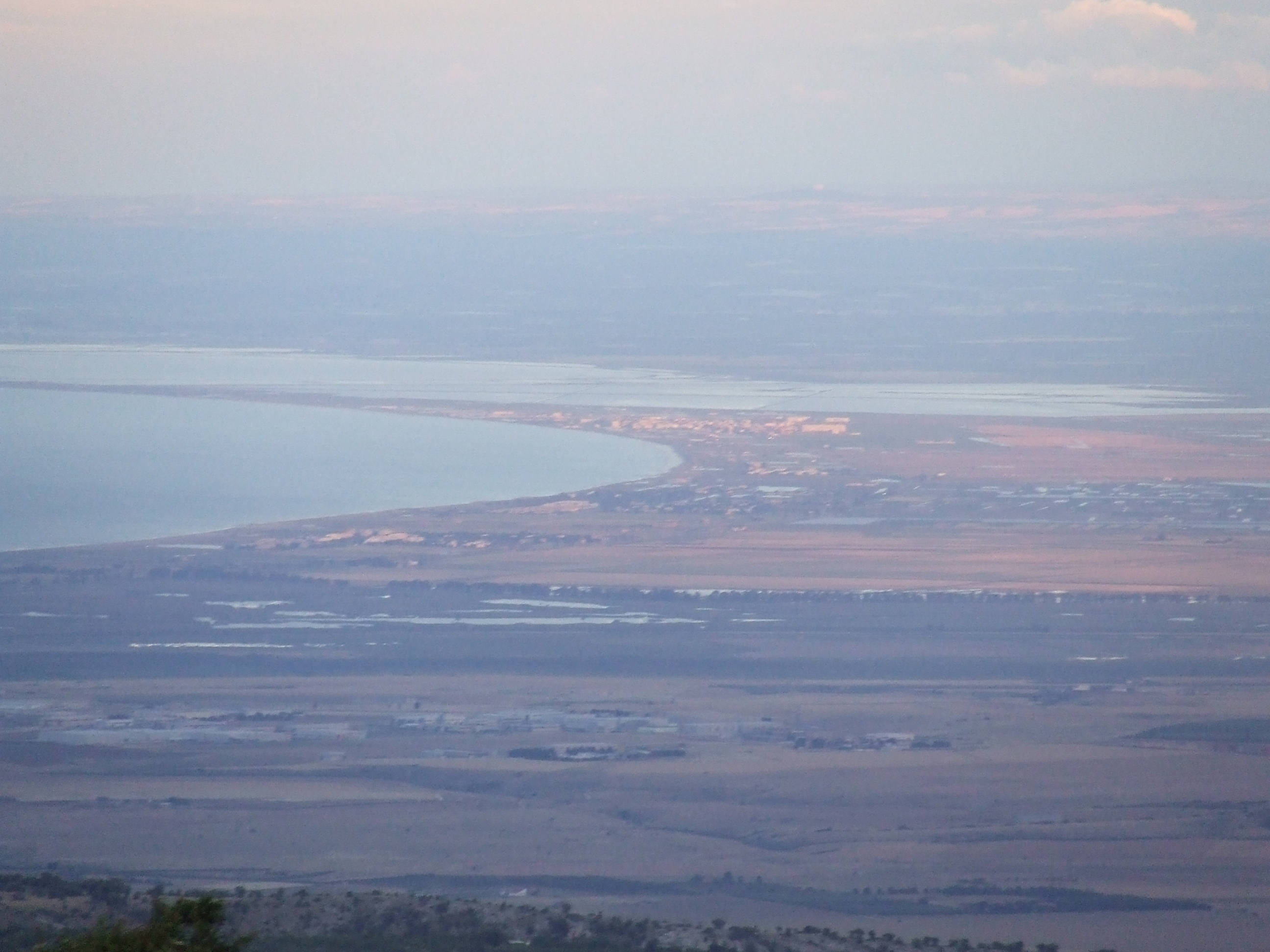
Vedere de pe Monte Castellana. Se văd zona umedă a lacului Salso și salinele maritime din Margherita di Savoia
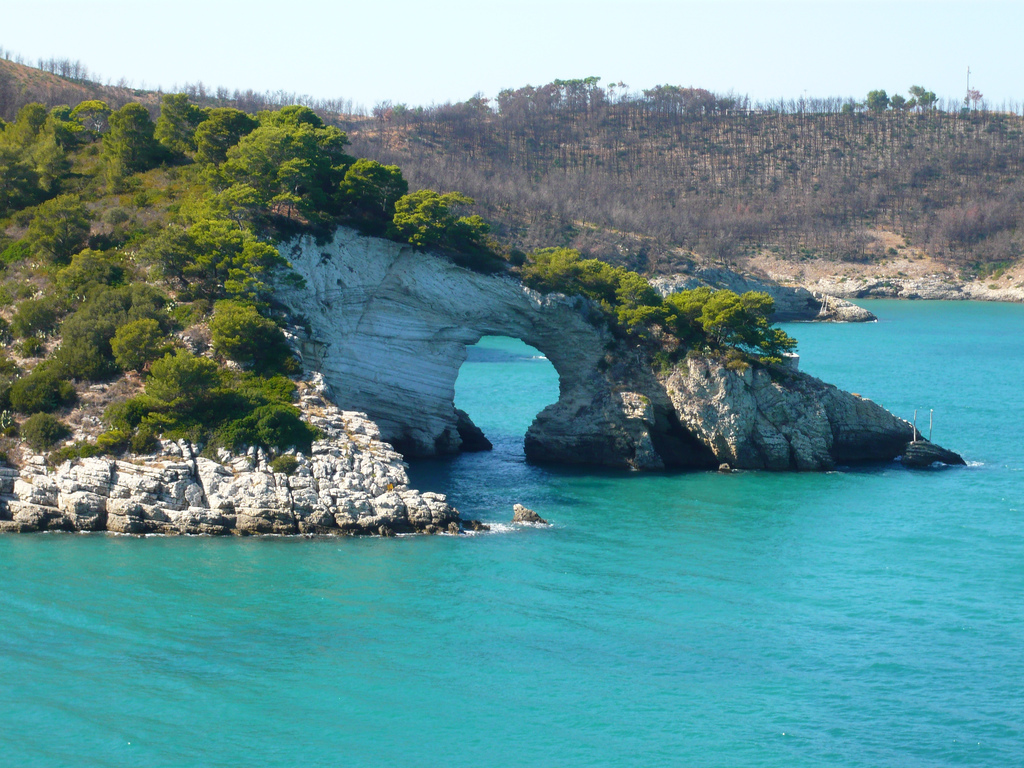
„Architiello”, rezultatul eroziunii marine
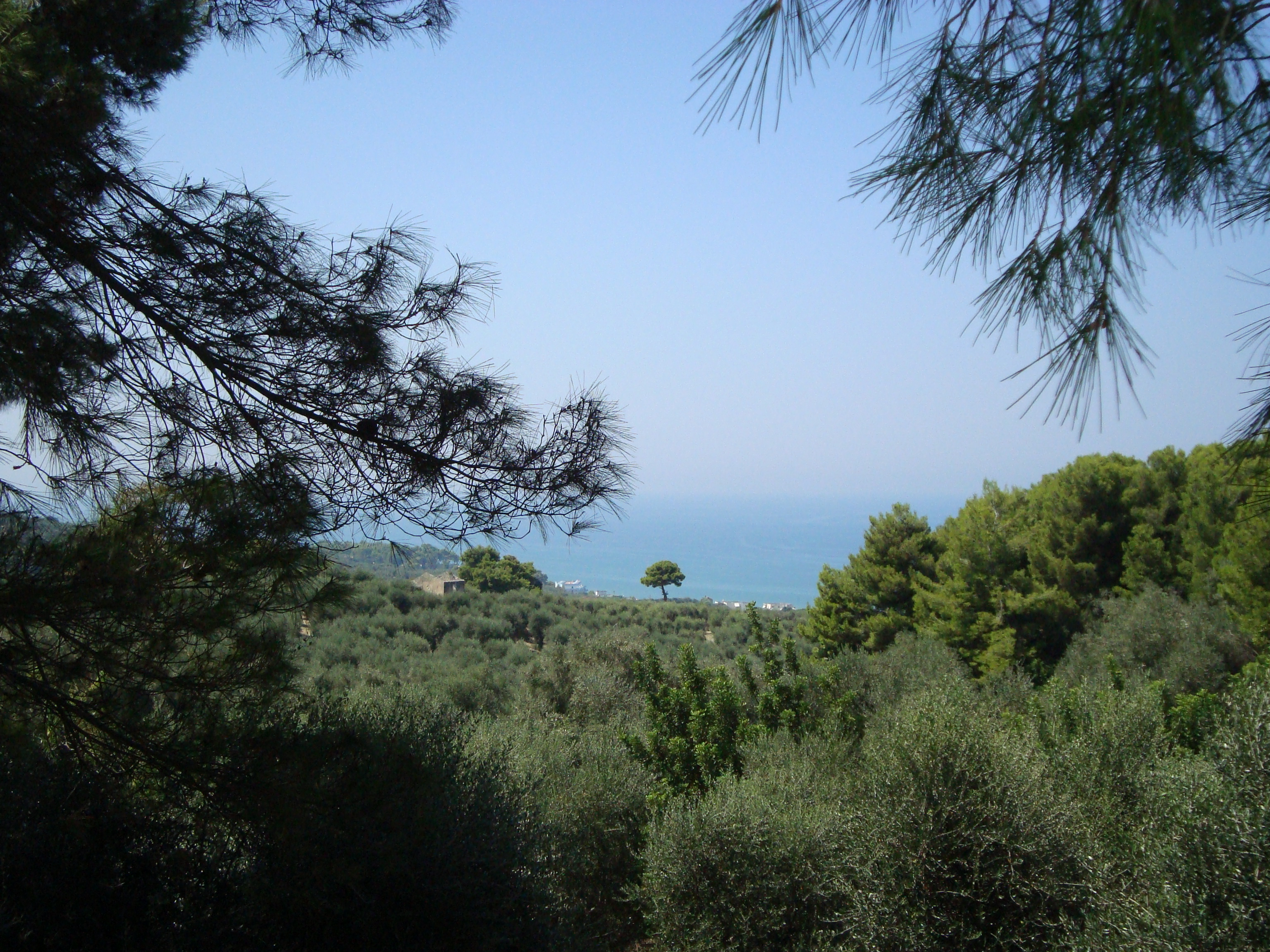
Masivul „Foresta Umbra” acoperă o mare parte a promontoriului, până la mare.
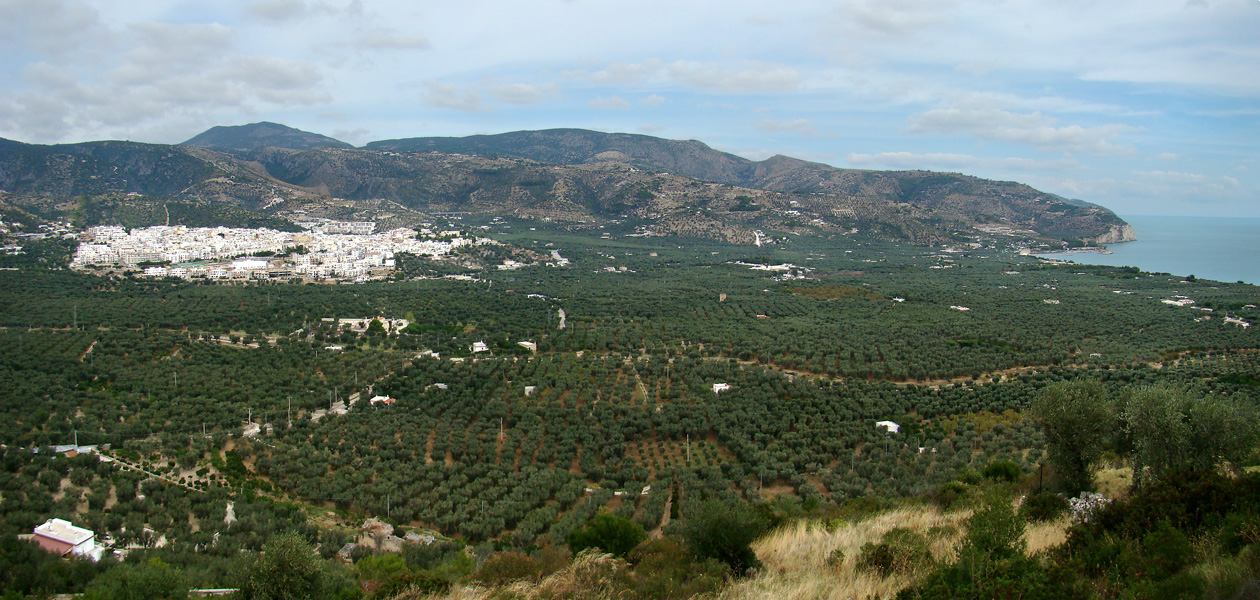
Coasta din jurul localității Mattinata
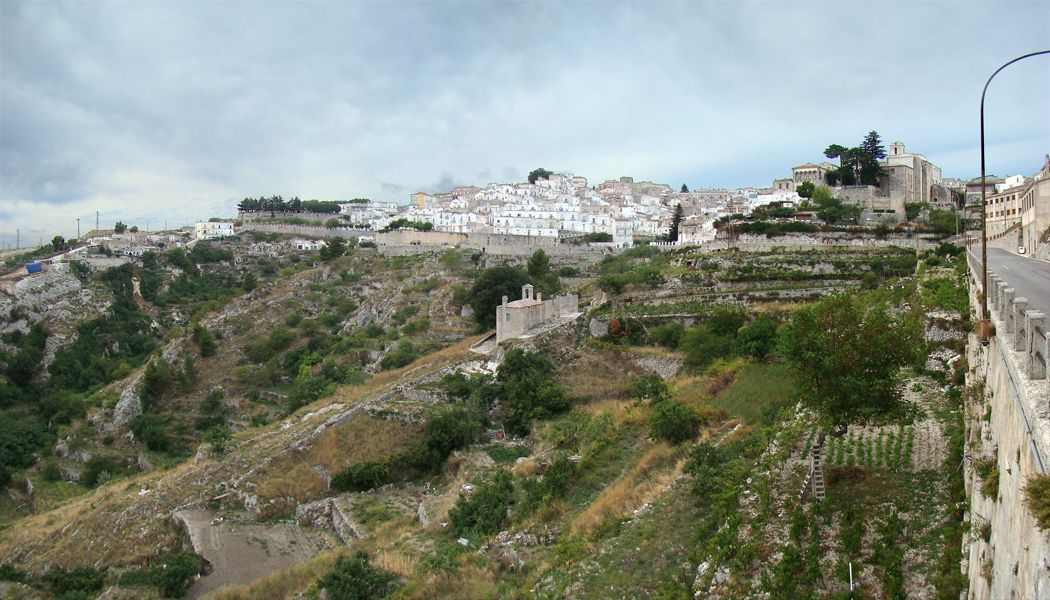
Monte Sant'Angelo pe pantele promontorului Gargano
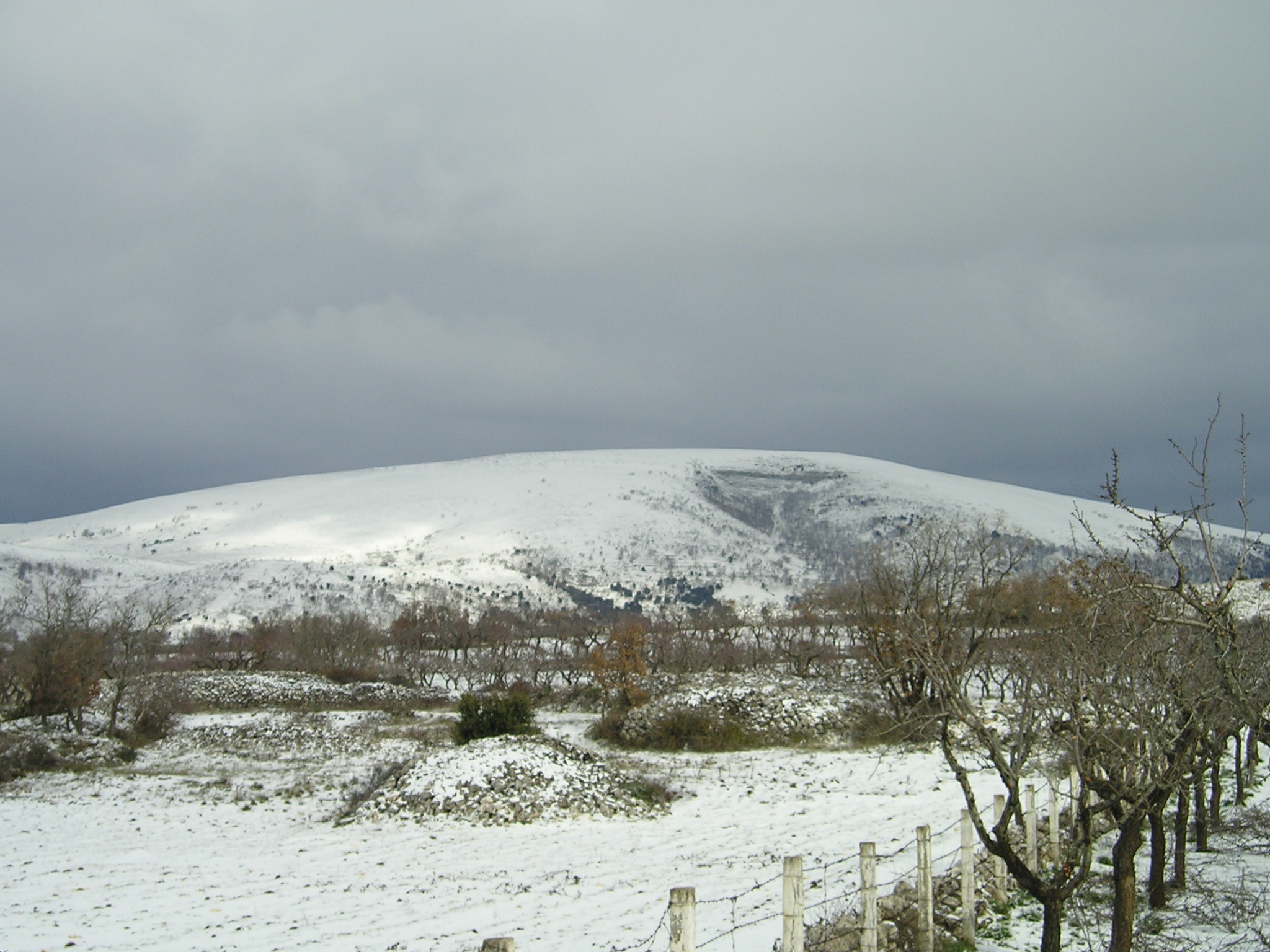
Monte Calvo, iarna. Vârful, cu altitudinea de 1.056 m, este punctul culminant al Gargano
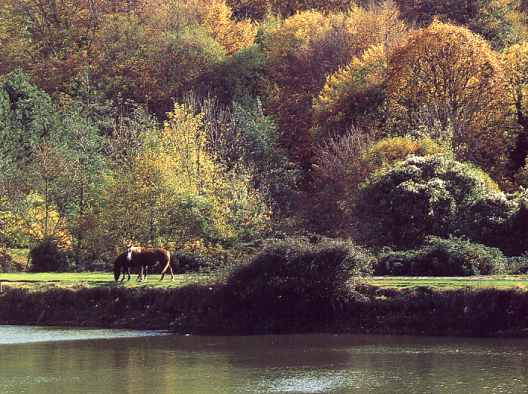
Pădure toamna
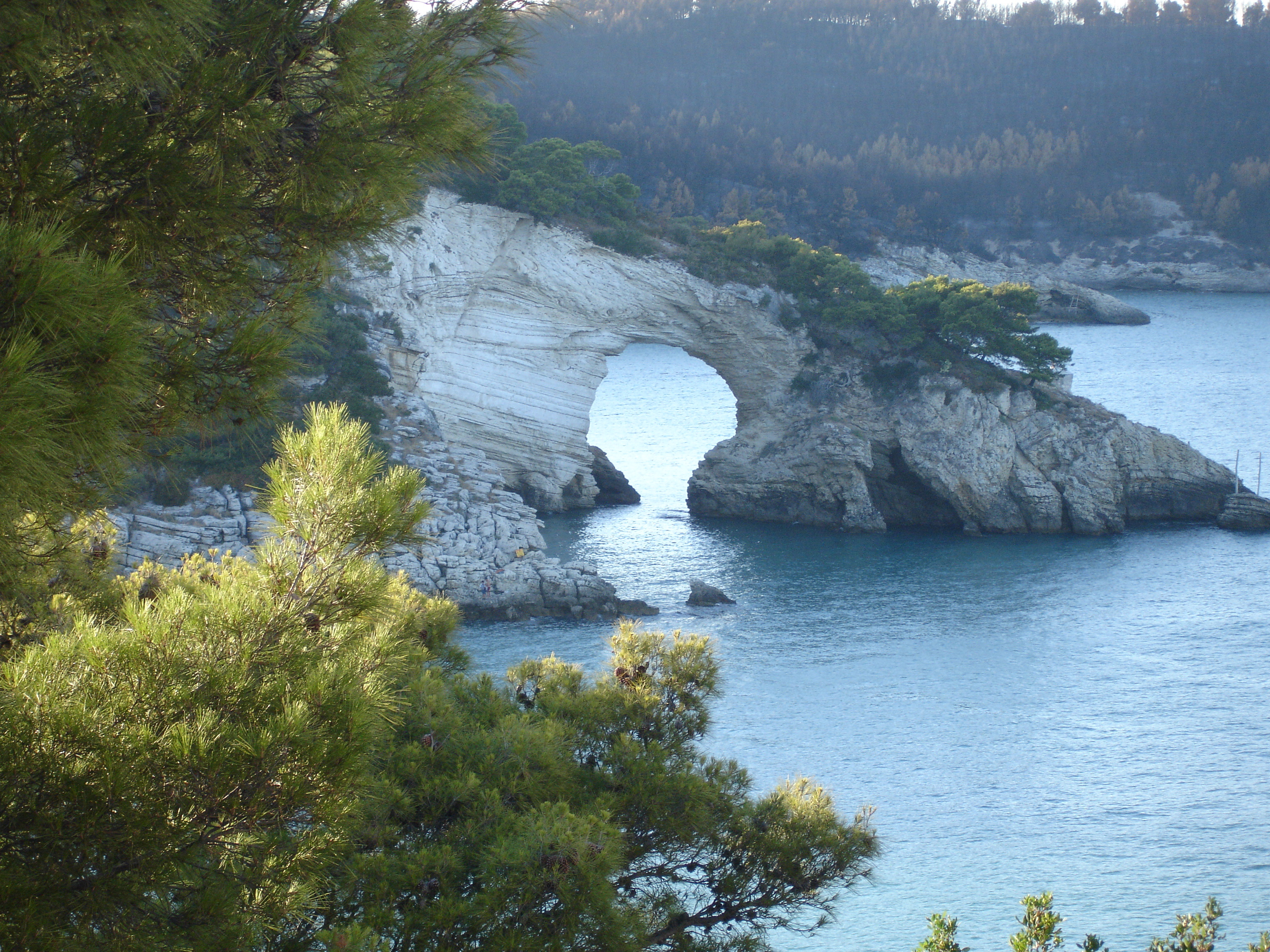
Paisaj din Gargano

## Istorie

### Preistorie
Patrimoniul arheologic și istoric al Gargano este deosebit de bogat. Cea mai veche prezență umană datează din paleolitic, după cum o dovedește peștera Paglicci. Prezența umană pe promontoriu în mezolitic nu este, deocamdată, aproape deloc documentată. Începând cu neoliticul, la începutul mileniului al VI-lea, dovezile prezenței umane în regiune devin abundente. Acestea sunt vizibile, de exemplu, în minele de silex identificate în regiunea Peschici, Vieste și Mattinata. Ocuparea Gargano în epocile succesive este bine documentată, fiind identificate morminte din Epoca Fierului.

### Antichitate
Începând cu secolul al VIII-lea î.Hr., Gargano este ocupat de dauni și peuceti, popoare iapige de origine ilirică, venite probabil pe Marea Adriatică (popoare din Balcani). Din perioada colonizării grecești au rămas câteva monede care arată schimburile comerciale ale autohtonilor cu orașele din Magna Graecia situate în Apulia, la sud-est de Gargano, în special Tauroenton și Brundision.
În epoca romană, când regiunea a devenit principalul producător de grâu și măsline al Romei, Gargano era în principal o pășune pentru capre. Din secolul al IV-lea până în secolul al XI-lea, muntele a fost disputat între ostrogoți și romanii de răsărit, apoi între aceștia din urmă și longobarzi (un alt popor germanic).

### Evul Mediu
Din această perioadă au rămas ruinele unor capele în stil bizantin, dar cel mai cunoscut lăcaș de cult din munți este sanctuarul Monte Gargano /  Monte Sant’Angelo, fondat de papa Gelasius I la sfârșitul secolului al V-lea și unde se odihnește regele longobard Rothari (decedat în 652). Legenda locală atribuie fondarea acestui sanctuar apariției arhanghelului Mihail în fața episcopului de Sipontum, lângă o peșteră (descrisă în „Legenda aurie” a lui Jacopo de Varrazze, compilată între 1260 și 1275). În ciuda pelerinajelor la sanctuar, muntele Gargano părea cu atât mai izolat (cu localități parțial părăsite și numeroase adăposturi conice din piatră ale păstorilor), cu cât câmpiile din jur cădeau în mâinile sarazinilor din emiratul Bari, fondat în 847.
Sarazinilor le succed normanzii din Sicilia și Napoli, conduși de familia d'Hauteville. Sub domnia lor, teritoriul este reorganizat din punct de vedere administrativ și împărțit în mari regiuni numite giustizierati, care vor rămâne până la dizolvarea regatului celor Două Sicilii în 1861: Gargano este atașat Capitanatei din Foggia. Normanzii sunt urmați de angevini, aragonezi, spanioli și burboni, care, cu toții, presară jumătatea estică a Gargano cu turnuri de veghe pentru a semnala eventualele incursiuni ale otomanilor, stăpânii celuilalt mal al Adriaticii, din secolul al XV-lea.